# Der Geist und Molly McGee
Der Geist und Molly McGee (englischer Originaltitel: The Ghost and Molly McGee) ist eine US-amerikanische Zeichentrickserie von Bill Motz und Bob Roth, die seit dem 1. Oktober 2021 in den USA im Disney Channel gesendet wird. In Deutschland feierte die Serie am 25. April 2022 ihre Premiere.

## Inhalt
Die Serie handelt von der 13-jährigen Molly McGee, die mit ihren Eltern und ihrem jüngeren Bruder in die Stadt Brighton zieht, wo sie in ihrem neuen Haus auf den Geist Scratch trifft, der sie verflucht und nicht mehr von ihrer Seite weichen wird, bis sie auszieht. Molly gefällt es jedoch, Zeit mit Scratch zu verbringen und ihn als Freund zu haben, weswegen sie der Fluch nicht stört und er eher für Scratch einen Nachteil bietet, da er Molly nicht mehr loswird.

## Figuren
Molly McGee
Molly ist ein optimistisches Mädchen, das die Welt zu einem besseren Ort machen will. Sie befreundet sich mit Scratch, einem Geist, der in ihrem Haus spukt, und genießt es sehr, dass sie ihn aufgrund eines Fluchs stets herbeirufen kann, wenn sie seinen Namen ruft.
Scratch
Scratch ist der Geist, der im Haus von Molly und ihrer Familie spukt. Er versucht sich oft sehr gemein zu verhalten, neigt dann aber dennoch dazu, Molly zu unterstützen, wenn sie Hilfe braucht.
Darryl McGee
Darryl ist Mollys jüngerer Bruder. Er macht oft Unfug und ist für jeden Spaß zu haben.
Pete McGee
Pete ist der Vater von Molly und Darryl. Er hat irische Wurzeln und arbeitet als Städteplaner, weswegen seine Familie oft mit ihm umziehen musste.
Sharon McGee
Sharon ist Mollys und Darryls liebevolle Mutter und hat thailändische Wurzeln. Sie und ihr Mann scheinen damit einverstanden zu sein, dass Scratch bei ihnen wohnt.
Libby Stein-Torres
Libby ist Mollys erste Freundin in Brighton. Sie gilt an der Schule als Außenseiterin und ist sehr zurückhaltend, hat aber dennoch ein gutes Herz. Seit Folge 9 ist sie die einzige Person neben der Familie McGee, die von Scratch weiß.
Andrea Davenport
Andrea ist das beliebteste Mädchen der Schule. Sie kann Molly nicht leiden und hasst es, wenn man ihren Namen falsch ausspricht.
Geoff
Geoff ist ein gutmütiger und begriffsstutziger Geist. Er ist überzeugt, Scratchs bester Freund zu sein, aber dieser ist meistens eher genervt von ihm. Geoff ist ebenfalls gut mit Molly befreundet.
Oliver Chen
Oliver zieht in der ersten Folge der zweiten Staffel gegenüber den McGees ein. Er und Molly verlieben sich sofort ineinander. Molly muss jedoch betrübt feststellen, dass Oliver und seine Familie Geisterjäger sind.

## Synchronisation
Die Dialogbücher verfasst Daniel Daehne, während Karin Grüger die Dialogregie übernommen hat. Die deutschen Liedtexte sowie musikalische Leitung stammen von Saskia Tanfal.
| Rolle              | Originalsprecher | Deutscher Sprecher |
| ------------------ | ---------------- | ------------------ |
| Molly McGee        | Ashly Burch      | Magdalena Höfner   |
| Scratch            | Dana Snyder      | Gerald Schaale     |
| Darryl McGee       | Michaela Dietz   | Derya Flechtner    |
| Pete McGee         | Jordan Klepper   | Sven Brieger       |
| Sharon McGee       | Sumalee Montano  | Karin Grüger       |
| Grandma Nin        | Sumalee Montano  | Karin Grüger       |
| Libby Stein-Torres | Lara Jill Miller | Daniela Reidies    |
| Andrea Davenport   | Jules Medcraft   | Isabella Vinet     |
| Geoff              | Eric Edelstein   | Lucas Wecker       |
| Oliver Chen        | Alan Lee         | Alex Friedland     |

## Episodenliste

### Staffel 1
| Nummer (Episode) | Nummer (Geschichte) | Deutscher Titel                  | Originaltitel                         | Erstausstrahlung (USA)    | Erstausstrahlung (Deutschland) |
| 1                | 1                   | Der Fluch                        | The Curse                             | 1. Oktober 2021           | 25. April 2022                 |
| 1                | 2                   | Angst vorm ersten Tag            | First Day Frights                     | 1. Oktober 2021           | 25. April 2022                 |
| 2                | 3                   | Heulende Harriet                 | Howlin’ Harriet                       | 2. Oktober 2021           | 26. April 2022                 |
| 2                | 4                   | Das (Über)natürliche             | The (Un)natural                       | 2. Oktober 2021           | 26. April 2022                 |
| 3                | 5                   | Der Neubau der Konzertmuschel    | Getting the Band(shell) Back Together | 6. Oktober 2021 (Disney+) | 27. April 2022                 |
| 3                | 6                   | Das größte Konzert aller Zeiten  | The Greatest Concert Ever             | 6. Oktober 2021 (Disney+) | 27. April 2022                 |
| 4                | 7                   | Mama im Stress                   | Momma’s Gotta Hustle                  | 6. Oktober 2021 (Disney+) | 28. April 2022                 |
| 4                | 8                   | Auf nach Mollywood!              | Hooray for Mollywood!                 | 6. Oktober 2021 (Disney+) | 28. April 2022                 |
| 5                | 9                   | Der unehrliche Abe               | Not So Honest Abe                     | 6. Oktober 2021 (Disney+) | 29. April 2022                 |
| 5                | 10                  | Spannung mit Grandma Nin         | The Best of Nin-tensions              | 6. Oktober 2021 (Disney+) | 29. April 2022                 |
| 6                | 11                  | Libby’s große Party              | Mazel Tov, Libby!                     | 30. Oktober 2021          | 2. Mai 2022                    |
| 6                | 12                  | Keine gute Tat                   | No Good Deed                          | 30. Oktober 2021          | 2. Mai 2022                    |
| 7                | 13                  | Der Rüben-Twist                  | The Turnip Twist                      | 6. November 2021          | 3. Mai 2022                    |
| 7                | 14                  | Der Ja-und-Nein-Fluch            | All Systems No                        | 6. November 2021          | 3. Mai 2022                    |
| 8                | 15                  | Das Statuen-Desaster             | Monumental Disaster                   | 13. November 2021         | 4. Mai 2022                    |
| 8                | 16                  | Die Talentshow                   | Talent Show                           | 13. November 2021         | 4. Mai 2022                    |
| 9                | 17                  | Wackelige Wahrheit               | Scratch the Surface                   | 20. November 2021         | 5. Mai 2022                    |
| 9                | 18                  | Das Freunde-Duell                | Friend-Off                            | 20. November 2021         | 5. Mai 2022                    |
| 10               | 19                  | Das Fest der Lichter             | Festival of Lights                    | 27. November 2021         | 14. September 2022 (Disney+)   |
| 10               | 20                  | Rettet Weihnachten               | Saving Christmas                      | 27. November 2021         | 14. September 2022 (Disney+)   |
| 11               | 21                  | Die Eisprinzessin                | Ice Princess                          | 12. Februar 2022          | 14. September 2022 (Disney+)   |
| 11               | 22                  | Auf die Plätze, fertig, Schnee!  | Ready, Set, Snow!                     | 12. Februar 2022          | 14. September 2022 (Disney+)   |
| 12               | 23                  | Spieleabend                      | Game Night                            | 19. Februar 2022          | 6. Mai 2022                    |
| 12               | 24                  | Die Unwohltäterin                | The Don’t-Gooder                      | 19. Februar 2022          | 6. Mai 2022                    |
| 13               | 25                  | Molly steht für Gerechtigkeit    | Innocent Until Proven Ghostly         | 26. Februar 2022          | 9. Mai 2022                    |
| 13               | 26                  | Zwillingstrubel                  | Twin Trouble                          | 26. Februar 2022          | 9. Mai 2022                    |
| 14               | 27                  | Molly und die Ziege              | Goat Your Own Way                     | 5. März 2022              | 10. Mai 2022                   |
| 14               | 28                  | Ein äußerst hungriger Geist      | A Very Hungry Ghost                   | 5. März 2022              | 10. Mai 2022                   |
| 15               | 29                  | Die Prüfung                      | Scare Tactics                         | 12. März 2022             | 16. Mai 2022                   |
| 15               | 30                  | Alte böse Liebe                  | Bad Boy Bobby Daniels                 | 12. März 2022             | 16. Mai 2022                   |
| 16               | 31                  | Staatsdienerin McGee             | Citizen McGee                         | 11. Juni 2022             | 26. September 2022             |
| 16               | 32                  | Das Praktikum                    | The Internship                        | 11. Juni 2022             | 27. September 2022             |
| 17               | 33                  | Der Glücks-Penny                 | The Lucky Penny                       | 18. Juni 2022             | 28. September 2022             |
| 17               | 34                  | Bloß keine Ablenkung!            | Lock, Stock, and Peril                | 18. Juni 2022             | 29. September 2022             |
| 18               | 35                  | Raus aus Heim und Haus           | Out of House and Home                 | 25. Juni 2022             | 30. September 2022             |
| 18               | 36                  | Zuhause ist, wo dein Geist wohnt | Home is Where the Haunt Is            | 25. Juni 2022             | 2. Oktober 2022                |
| 19               | 37                  | Finde deinen Schrecken           | Scaring is Caring                     | 2. Juli 2022              | 3. Oktober 2022                |
| 19               | 38                  | Die Nacht von Eis und Hunger     | All Night Plight                      | 2. Juli 2022              | 4. Oktober 2022                |
| 20               | 39                  | Die Freuden-Jägerin              | The Jig is Up                         | 9. Juli 2022              | 5. Oktober 2022                |
| 20               | 40                  | Molly gegen die Geisterwelt      | Molly vs. The Ghost World             | 9. Juli 2022              | 6. Oktober 2022                |

### Staffel 2
| Nummer (Episode) | Nummer (Geschichte) | Deutscher Titel                       | Originaltitel                    | Erstausstrahlung (USA)      | Erstausstrahlung (Deutschland) |
| 21               | 1                   | Schrecklich nette Nachbarn            | The New (Para)Normal             | 1. April 2023               | 2. Oktober 2023                |
| 22               | 2                   | Spuk wie aus dem Buch                 | Book Marks the Sprite            | 2. April 2023 (Disney+)     | 4. Oktober 2023                |
| 22               | 3                   | Der doppelte Darryl                   | Double, Double, Darryl & Trouble | 2. April 2023 (Disney+)     | 4. Oktober 2023                |
| 23               | 4                   | Mom & die Muse                        | Faint of Art                     | 2. April 2023 (Disney+)     | 5. Oktober 2023                |
| 23               | 5                   | Der Limo-Raub                         | A Soda to Remember               | 2. April 2023 (Disney+)     | 6. Oktober 2023                |
| 24               | 6                   | Perioden-Pakt und andere Pannen       | A Period Piece                   | 2. April 2023 (Disney+)     | 9. Oktober 2023                |
| 24               | 7                   | Die Sonne scheint immer in Sunnyland  | It’s Always Sunny in Sunnyland   | 2. April 2023 (Disney+)     | 10. Oktober 2023               |
| 25               | 8                   | Ein Tanz mit Ollie                    | I Wanna Dance With Some-Ollie    | 2. April 2023 (Disney+)     | 13. Oktober 2023               |
| 25               | 9                   | Davenport’s on Demand                 | Davenport’s on Demand            | 2. April 2023 (Disney+)     | 16. Oktober 2023               |
| 26               | 10                  | Eine Puppe zum Verlieben              | A Doll to Die For                | 6. Mai 2023                 | 11. Oktober 2023               |
| 26               | 11                  | Die Qual der Partywahl                | The (After)life of the Party     | 6. Mai 2023                 | 12. Oktober 2023               |
| 27               | 12                  | Eine Halloween-Geschichte             | Frightmares on Main Street       | 13. Mai 2023                | 19. Oktober 2023               |
| 28               | 13                  | Die Entspukung der Brighton-Videothek | The Unhaunting of Brighton Video | 20. Mai 2023                | 1. Juli 2024                   |
| 28               | 14                  | 100 Prozent Molly McGee               | 100% Molly McGee                 | 20. Mai 2023                | 2. Juli 2024                   |
| 29               | 15                  | Viel Hai um nichts                    | All Shark No Bite                | 28. Juni 2023 (Disney+)     | 3. Juli 2024 (Disney+)         |
| 29               | 16                  | Nin-Abhängigkeit                      | Nin-dependence                   | 28. Juni 2023 (Disney+)     | 3. Juli 2024 (Disney+)         |
| 30               | 17                  | Wie der Vater, so die Libby           | Like Father Like Libby           | 28. Juni 2023 (Disney+)     | 17. Oktober 2023               |
| 30               | 18                  | Die Tanz-Dad-Revolution               | Dance Dad Revolution             | 28. Juni 2023 (Disney+)     | 18. Oktober 2023               |
| 31               | 19                  | Jinx!                                 | Jinx!                            | 22. Juli 2023               | 3. Juli 2024 (Disney+)         |
| 31               | 20                  | Das Rübenball-Spiel                   | Let’s Play Turnipball!           | 22. Juli 2023               | 3. Juli 2024 (Disney+)         |
| 32               | 21                  | Der Geist ist Molly McGee             | The Ghost IS Molly McGee         | 29. Juli 2023               | 3. Juli 2024 (Disney+)         |
| 32               | 22                  | Alles Kopfsache                       | All in the Mind                  | 29. Juli 2023               | 3. Juli 2024 (Disney+)         |
| 33               | 23                  | Die „CO2-Frei“-Helden                 | Carbon Zero Heroes               | 5. August 2023              | 3. Juli 2024 (Disney+)         |
| 33               | 24                  | Davenports Niedergang                 | Davenport’s in Demise            | 5. August 2023              | 3. Juli 2024 (Disney+)         |
| 34               | 25                  | Ein Netz aus Lügen                    | Web of Lies                      | 12. August 2023             | 3. Juli 2024 (Disney+)         |
| 34               | 26                  | Kennys untergehender Stern            | Kenny’s Falling Star             | 12. August 2023             | 3. Juli 2024 (Disney+)         |
| 35               | 27                  | Die Geisterjäger-Convention           | Welcome to NecroComic-Con        | 28. Oktober 2023            | 3. Juli 2024 (Disney+)         |
| 35               | 28                  | Pressefreiheit                        | Fit to Print                     | 28. Oktober 2023            | 3. Juli 2024 (Disney+)         |
| 36               | 29                  | Smile Valley Farm                     | Smile Valley Farm                | 4. November 2023            | 3. Juli 2024 (Disney+)         |
| 36               | 30                  | Eine große Geste                      | The Grand Gesture                | 4. November 2023            | 3. Juli 2024 (Disney+)         |
| 37               | 31                  | Die vielen Leben des Scratch          | The Many Lives of Scratch        | 11. November 2023           | 3. Juli 2024 (Disney+)         |
| 37               | 32                  | Mogel-Magie                           | Alaka-Sham!                      | 11. November 2023           | 3. Juli 2024 (Disney+)         |
| 38               | 33                  | F.O.N.A.A.!                           | F.O.N.A.A.!                      | 15. November 2023 (Disney+) | 3. Juli 2024 (Disney+)         |
| 38               | 34                  | Das Videospiel-Duell                  | Game On                          | 15. November 2023 (Disney+) | 3. Juli 2024 (Disney+)         |
| 39               | 35                  | Weißes Weihnachts-Chaos               | White Christmess                 | 1. Dezember 2023            | 6. Dezember 2023               |
| 39               | 36                  | Und täglich grüßt das Schlagloch      | Perfect Day                      | 1. Dezember 2023            | 6. Dezember 2023               |
| 40               | 37                  | Jinx gegen die Menschenwelt           | Jinx vs. The Human World         | 13. Januar 2024             | 3. Juli 2024 (Disney+)         |
| 41               | 38                  | Ende                                  | The End                          | 13. Januar 2024             | 3. Juli 2024 (Disney+)         |